# Coenosia barbipes
Coenosia barbipes este o specie de muște din genul Coenosia, familia Muscidae. A fost descrisă pentru prima dată de Camillo Rondani în anul 1866. Conform Catalogue of Life specia Coenosia barbipes nu are subspecii cunoscute.